# 川商フーズ

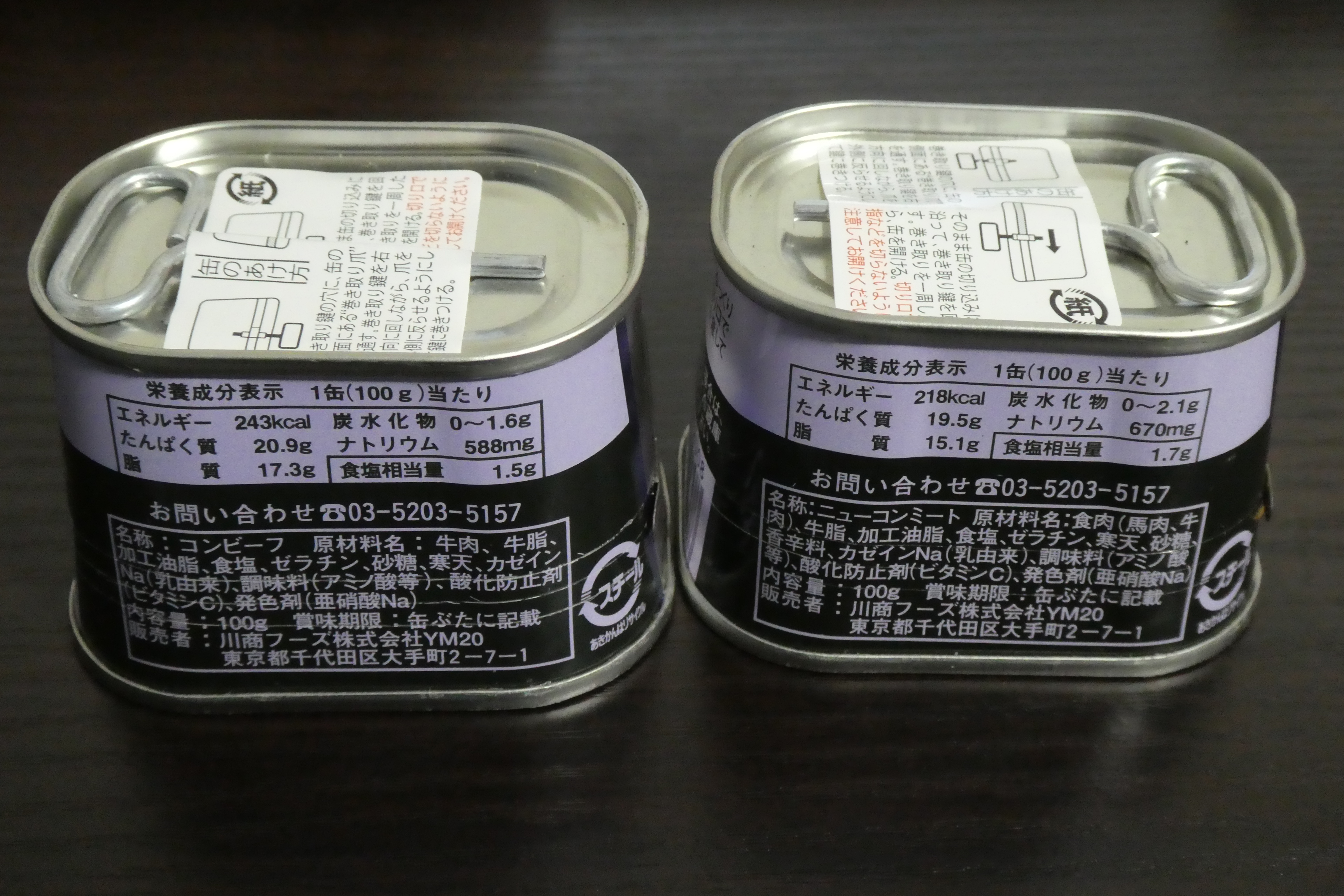
ノザキのコンビーフ・ニューコンミート（枕缶）

川商フーズ株式会社（かわしょうフーズ、英文社名 KAWASHO FOODS CORPORATION）は、缶詰製品・水産物・加工食品などの仕入れ、製造、加工、販売を行うJFE商事傘下の企業。缶詰「ノザキのコンビーフ」、第3のビール「プライムドラフト」等の販売元である。また、海外向けに「Geisha(ゲイシャ)」ブランドの缶詰・冷凍食品の輸出を行うことでも知られる。

## 沿革
- 2004年（平成16年）10月1日 - 会社分割により川鉄商事の食品部門が独立し、会社発足。
- 2007年（平成19年）4月1日 - 子会社の川商食品株式会社を合併。
- 2022年（令和4年）2月14日 - 本社を新大手町ビルに移転[1]。

## NOZAKI'Sブランド
前身の野崎産業で1948年、国産コンビーフ第一号となる「ノザキのコンビーフ」（瓶詰）、1950年に「ノザキのコンビーフ」（枕缶）発売。1999年に野崎産業が川鉄商事に吸収合併された後も、ノザキのブランド名を残し、コンビーフ、牛肉大和煮、ランチョンミート（ノザキのポーク）などの缶詰や瓶詰、パウチ商品を扱っている。
GEISHAブランドのツナ水煮缶「GEISHAまぐろ（ホワイトミート）」は、ノザキブランドの商品として日本国内でも販売している。

## GEISHAブランド
前身の野崎産業で1911年に誕生した商品で、当時は日本産のカニ缶詰をアメリカに輸出していたが、日本のイメージを強く打ち出すためにGEISHAという名前が付けられた。
米国
1912年に登録し、100年以上の歴史を持つ。シーフード（小エビ、ツナ、アサリ、等）、フルーツ（みかん、パイナップル、桃）、野菜（モヤシ、クリ、ココナツミルク、マッシュルーム、タケノコ、等）の缶詰を販売。カリフォルニア、ハワイ、アラスカ以外の米国内で通信販売も行っている。
ツナ缶は、日本で獲れたビンナガマグロを使用し静岡県の工場で生産しているため「PRODUCT OF JAPAN」と記載されている。
西アフリカ
1950年代にアフリカ進出。同社英国駐在員が新たな輸出先として英語圏のナイジェリアやガーナに注目し、缶詰をリュックに入れて現地で売り歩き、元々青魚を食べる西アフリカ諸国では、サバのトマト煮が国民食になった。ナイジェリアなどで販売している「GEISHA」（Geisha Mackerel in Tomato Sauce）は、サバとトマトのイラストで表現しているように、トマトソースで煮込んだサバの缶詰。2015年現在、GEISHA缶を中国で生産し、ガーナとナイジェリアに輸出していて、年間輸出量はナイジェリア向けが約3000万個、ガーナ向けが約1000万個に達し、サバ缶の市場シェアは両国の約5割を占めている。

## 関係会社
- タイ川商フーズ社 （タイ）
- 中東川商フーズ社 （アラブ首長国連邦）
- 大連川商フーズ社 （中国）
- Marushin Canneries Malaysia （マレーシア）
- 米国川商フーズ社（アメリカ）